# Ljudmila Sjestakova
Ljudmila Jevgenjevna Sjestakova (russisk: Людми́ла Евге́ньевна Шестако́ва) (født 6. september 1973 i Barnaul, Russiske SFSR) er en hviderussisk armlægger, som er flere gange europa- og verdensmester i sin sport.
Sjestakova er født i Barnaul i Vestsibirien, hvorfra hun barn flyttede med sin familie til Minsk i Hviderusland. Som ung var hun meget interesseret i heste, men det blev armlægning, der blev hendes sport og efterhånden også levevej, idet hun blev professionel i sporten. Hendes første store resultat var EM-sølv i 1997, hvorpå hun året efter vandt VM-guld; hun har desuden en EM-guldmedalje fra 2003.